# Jelisevo
Jelisevo (orosz betűkkel: Елышево, baskír nyelven: Йылыш) falu Oroszországban, a Baskír Köztársaságban, a Miskinói járásban.

## Népesség
- 2002-ben 445 lakosa volt, melynek 99%-a mari.
- 2010-ben 433 lakosa volt.